# Sittasomus griseus
El trepatroncos oliváceo occidental (Sittasomus griseus) es una especie —o el grupo de subespecies Sittasomus griseicapillus griseus, dependiendo de la clasificación considerada— de ave paseriforme de la familia Furnariidae, perteneciente a la subfamilia de los Dendrocolaptinae. Es la segunda especie del género Sittasomus. Es nativa de la América tropical (Neotrópico), donde se distribuye desde México, por América Central, hasta el norte y oeste de América del Sur.

## Distribución y hábitat
Las varias subespecies se distribuyen desde el este y oeste de México, por Guatemala, Belice, El Salvador, Honduras, Nicaragua, Costa Rica, Panamá, norte de Colombia hacia el este por el norte de Venezuela y  Trinidad y Tobago; y en el oeste de Ecuador y extremo noroeste de Perú.
Esta especie es ampliamente diseminada y generalmente común en una variedad de hábitats selváticos y boscosos, tanto húmedos como caducifolios y montanos. Principalmente en altitudes por debajo de los 1500 metros, pero hasta los 2000 metros en menor cantidad.

## Sistemática

### Descripción original
La especie S. griseus fue descrita por primera vez por el naturalista británico William Jardine en 1847 bajo el mismo nombre científico; su localidad tipo es: «Tobago».

### Etimología
El nombre genérico masculino «Sittasomus» es una combinación del género Sitta, los trepadores o sitas del Viejo Mundo que proviene de la palabra griega «σιττη sittē», pájaro parecido a un carpintero mencionado por Aristóteles; y de la palabra griega «σωμα sōma, σωματος sōmatos»: cuerpo; destacando las similitudes del formato del cuerpo de la especie con aquel género; el nombre de la especie «griseus», del latín «griseus»: gris.

### Taxonomía
La presente especie es tratada como el grupo de subespecies S. griseicapillus griseus del trepatroncos oliváceo (Sittasomus griseicapillus) por la mayoría de los autores y clasificaciones,  pero las clasificaciones Aves del Mundo (HBW) y Birdlife International (BLI) consideran al «grupo griseus», incluyendo a la trasandina S. g. aequatorialis, como una especie separada, con base en diferencias morfológicas de plumaje y de vocalización.
Este complejo de subespecies comprende dos grupos diferenciados por la coloración del plumaje y las dimensiones: el «grupo griseus» (de México, Centroamérica y norte de Sudamérica) y el grupo monotípico aequatorialis (del noroeste de Sudamérica, a occidente de los Andes). Las variaciones geográficas son mayormente clinales a lo largo de la mayor parte de México a través de Centroamérica hasta el noroeste de Sudamérica, las aves se vuelven menores y más pálidas hacia el sur.
Las principales características apuntadas por HBW para justificar la separación del grupo son: el ritmo y duración de las notas del canto, que es más un trinado o un rateado que una serie deliberada de notas; tamaño menor y pico más corto; las partes inferiores ligeramente más oliváceas; y las alas y cola mucho más pálidas.
Algunas subespecies propuestas has sido consideradas inválidas. La forma propuesta harrisoni (del sur de México) es indistinguible de S. g. jaliscensis. Las formas levis (del oeste de Panamá y norte de Colombia), veraguensis (del este de Panamá) y enochrus (de Colombia) son todas tratadas como sinónimos de S. g. sylvioides.

### Subespecies
Según la clasificación Aves del Mundo se reconocen siete subespecies, con su correspondiente distribución geográfica:
- Grupo politípico griseus:
  - Sittasomus griseus jaliscensis Nelson, 1900 – México (en el oeste desde el sur de Nayarit, y en el este desde el este de San Luis Potosí y suroeste de Tamaulipas, al sut hasta el istmo de Tehuantepec).
  - Sittasomus griseus sylvioides Lafresnaye, 1850 – desde el sur de México (Veracruz, centro de Tabasco, Oaxaca y Chiapas) hacia el sur por ambas pendiente a través de Centroamérica hasta el noroeste de Colombia (norte de Córdoba, norte de Bolívar).
  - Sittasomus griseus gracileus Bangs & J.L. Peters, 1928 – sureste de México (península de Yucatán almsur hasta el este de Tabasco, sur de Campeche y sur de Quintana Roo) y adyacente norte de Guatemala (Petén) y norte de Belice.
  - Sittasomus griseus perijanus Phelps, Sr & Gilliard, 1940 – noreste de Colombia (noroeste de Magdalena, oeste de  Guajira) y extremo noroeste de Venezuela (Serranía del Perijá).
  - Sittasomus griseus tachirensis Phelps, Sr & Phelps, Jr, 1956 – norte de Colombia (sur de Bolívar, Santander) y oeste de Venezuela (suroeste de Táchira).
  - Sittasomus griseus griseus Jardine, 1847 – oriente de los Andes y cordillera de la Costa del norte de Venezuela (sur y oeste de Lara al sur hasta Mérida y suroeste de Barinas, y centro y sureste de Falcón al este hasta Sucre y norte de Monagas); también Tobago.

- Grupo monotípico aequatorialis:
  - Sittasomus griseus aequatorialis Ridgway, 1891 – costa del Pacífico desde el oeste de Ecuador (al sur desde el oeste de Esmeraldas) hacia el sur hasta el extremo noroeste de Perú (Tumbes).